# Gary Jules
Gary Jules Aguirre, Jr., mer känd som Gary Jules, född 19 mars 1969 i Fresno i Kalifornien, är en amerikansk singer-songwriter. Han är mest känd för sin cover på Tears for Fears låt "Mad World", som han spelade in med vännen Michael Andrews till soundtracket till filmen Donnie Darko från 2001.

## Diskografi
- 1998 – Greetings from the Side
- 2001 – Trading Snakeoil for Wolftickets
- 2006 – Gary Jules
- 2008 – Bird